# Honda NSF250RW
Honda NSF250RW — гоночний мотоцикл, що випускається японською компанією Honda для участі у чемпіонаті світу з шосейно-кільцевих мотоперегонів MotoGP в класі Moto3, починаючи з сезону 2014. Розроблений на базі моделі Honda NSF250R. Розробкою мотоцикла керував Шінічі Кокубу — технічний директор Honda Racing Corporation.

## Історія
У чемпіонаті світу з шосейно-кільцевих мотоперегонів серії MotoGP з моменту запровадження класу Moto3 у 2012 році встановилась монополія австрійського виробника KTM, який з моделлю RC250GP домінував у серії, принісши австрійцям кубок виробників сезонів 2012-2013. Натомість модель NSF250R від Honda не була конкурентноздатною.
Японська компанія з її легендарною гоночною історією не могла погодитись на такий розклад справ, тим більше що остання перемога у Кубку конструкторів у найменшому класі датувалась 2001 роком. Тому з цією метою інженерам Honda Racing Corporation було поставлено завдання розробити конкурентно здатну модель, яка мала повернути колишню славу. Участь у розробці прийняли також інженери команди Monlau competicion, яка мала чималий досвід виступів у найменшому класі.

## Технічні дані
За базову модель була обрана Honda NSF250R. До її двигуна було розроблене абсолютно нове шасі. Вихлопна система була представлена двома титановими трубами, що закінчувались в хвості мотоцикла. Гальмівна система виробництва Brembo складалась із подвійного гальмівного диска діаметром 219 мм спереду та одним диском діаметром 190 мм ззаду.

## Результати
Honda NSF250RW дебютувала у сезоні 2014. Модель використовували 4 команди класу Moto3 та загалом 6 гонщиків: Оновлений мотоцикл вже з перших гонок сезону дозволяв боротись за високі місця. Так, на дебютному Гран-Прі сезону, у Катарі, гонщики, що виступали на NSF250RW зайняли 2-е і 3-є місця на подіумі (Алекс Маркес та Ефрен Васкес відповідно). На сьомому Гран-Прі сезону сталася історична подія: Маркес здобув першу перемогу на мотоциклі, перервавши переможну серію KTM RC250GP, яка налічувала 27 гонок поспіль (4 останніх гонки сезону 2012, всі гонки сезону 2013 та перші 6 у 2014-му). До кінця сезону на NSF250RW було здобуто загалом 8 перемог (3 Маркес, по 2 Васкес та Алекс Рінс та 1 Алексіс Масбу). Хоч мотоцикл і не дозволив Honda здобути кубок розробників, проте дозволив Маркесу стати чемпіоном світу в особистому заліку.
В наступному сезоні на NSF250RW виступало вже 15 гонщиків. Мотоцикл став ще кращим — на ньому було здобуто 11 перемог в 18 гонках сезону, Данні Кент став чемпіоном світу в особистому заліку, а виробник — в кваліфікації заводів.

## Переможці на NSF250RW
Кубок конструкторів — 1 раз: 2015.

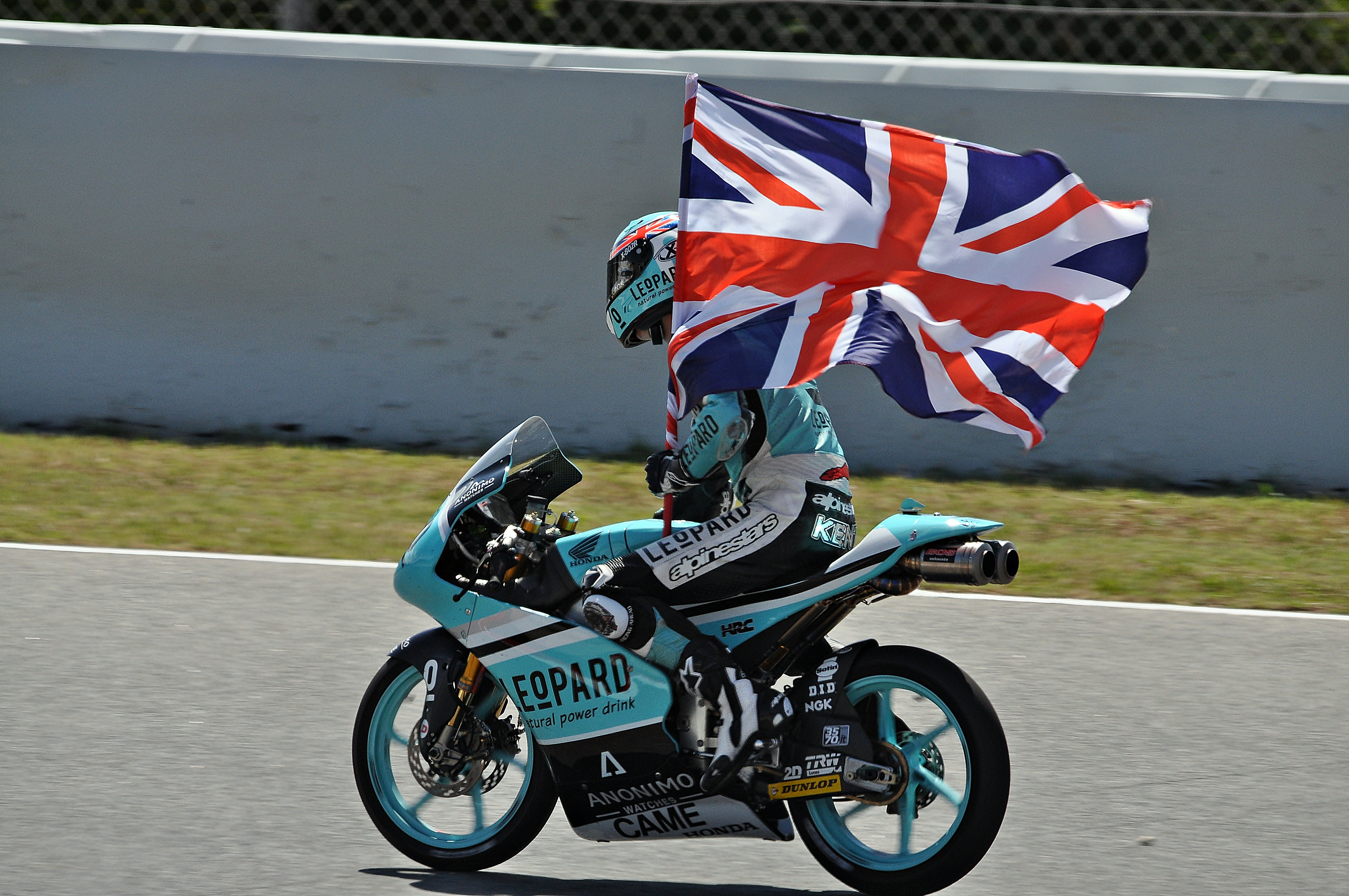
Данні Кент святкує перемогу на Гран-Прі Каталонії

Чемпіон світу серед гонщиків — 2 рази:

Алекс Маркес у 2014;

Данні Кент у 2015.
Переможець гонки — 19 разів:

2014 8: Маркес 3; Васкес та Рінс по 2; Масбу 1;

2015 11: Кент 6; Антонеллі 2; Бастіаніні, Масбу та Лой по 1.